# Omar Hasanin
Omar Hasanin (* 15. November 1978 in Damaskus) ist ein syrischer Radrennfahrer.
Omar Hasanin wurde im Jahr 2000 zweifacher syrischer Meister, im Straßenrennen und im Einzelzeitfahren. Er gewann 2005 eine Etappe bei der Azerbaïjan Tour und wurde Dritter in der Gesamtwertung. Auch bei der Tour of Milad du Nour gewann er ein Teilstück und wurde hier Zweiter der Gesamtwertung. Im Straßenrennen der Asienmeisterschaft belegte Hasanin den zweiten Platz. Im nächsten Jahr wurde er dort Dritter und er gewann drei Etappen bei der Azerbaïjan Tour. Durch diese Ergebnisse konnte er in der Endwertung der UCI Asia Tour 2006 den sechsten Rang belegen. Im Jahr 2008 gewann er die Gesamtwertung der Tour of Libya und konnte bis 2011 verschiedene Abschnitte internationaler Etappenrennen gewinnen.
2012 startete Hasanin im Straßenrennen der Olympischen Spiele in London, das er aber nicht beenden konnte.
2014 wurde Hasanin in Syrien wegen vermeintlichen Schwarzhandels mit Devisen verhaftet. In der Haft wurden ihm die Beine gebrochen, so dass er seitdem gehbehindert ist und seinen Sport nicht mehr ausüben kann.

## Erfolge
2000
- Syrischer Meister – Straßenrennen, Einzelzeitfahren

2005
- eine Etappe Azerbaïjan Tour
- eine Etappe Tour of Milad du Nour

2006
- drei Etappen Azerbaïjan Tour

2008
- Gesamtwertung Tour of Libya
- eine Etappe Tour of East Java

2010
- eine Etappe Tour du Maroc
- eine Etappe Tour of Victory

2011
- eine Etappe Tour of Marmara

## Teams
- 2008 Doha Team
- 2009 Doha Team